# Eriborus gardneri
Eriborus gardneri är en stekelart som först beskrevs av Joseph Augustine Cushman 1927.  Eriborus gardneri ingår i släktet Eriborus och familjen brokparasitsteklar. Inga underarter finns listade i Catalogue of Life.